# بریل (یوتا)
بریل (به انگلیسی: Beryl) یک منطقهٔ مسکونی در ایالات متحده آمریکا است که در شهرستان آیرون، یوتا واقع شده‌است. بریل ۱٬۵۷۰٫۹۶ متر بالاتر از سطح دریا واقع شده‌است.